# Klasa 5.5
Klasa 5.5 – jednokadłubowy metrowy jacht balastowy o ożaglowaniu bermudzkim. Oficjalnie certyfikowana przez International Yacht
Racing Unio w 1949r. Od 1952 do 1968 klasa olimpijska. Jachty tego typu przeżywały swój pik popularności w okresie powojennym w Skandynawii. Na początku lat 2010tych jachty tej klasy konkurowały ze sobą w 17 krajach, głównie europejskich, z podziałem na 3 podtypy: classic, evolution i modern. Największym Polskim osiągnięciem był tytuł mistrzów Europy 2020 osiągnięty przez jacht Aspire (POL-17) z załogą Mateusz Kusznierewicz, Przemysław Gacek, Simon Fry.

## Historia
Pierwsze lata po zakończeniu drugiej wojny światowej były szczytem popularności jachtów Klasy 6, 8, 10 i 12, jednak wszystkie ciągnęły ze sobą wysokie koszty budowy co doprowadziło do powstania Klasy 5.5 jako kompromisu pomiędzy lekkimi klasami metrycznymi, a ich konkurentami o większej wyporności. Za finalny projekt odpowiadał Charles Nicholson, wodując pierwszy jacht, The Deb, w 1949.
Do 1954 roku w Wielkiej Brytanii było 10 jachtów 5.5, jednak projekt cieszył się dużo większą popularnością w Skandynawii, gdzie do 1952 wybudowano 17 jachtów w Szwecji, 13 jachtów w Finlandii i 11 w Norwegii. Wtedy też włączono klasę do Letnich Igrzysk Olimpijskich, Helsinki 1952. W 1968 r. klasa została wyparta z Igrzysk przez jachty typu Soling.
Rewolucją dla klasy był rok 1994, kiedy Sébastien Schmidt oraz Philippe Meier zwodowali swój radykalnie nowy projekt w postaci jachtu SUI-169 Chlika-Chlika, prowadząc do nowej fali zainteresowania oraz powstaniem zupełnie nowej dywizji w klasie, pod nazwą Modern.

### Udział Polaków
W Polsce jachty tej klasy nie cieszą się popularnością, żaden Polski jachtklub nie organizuje regat w klasie 5.5, a ilość Polskich jachtów z tym ratingiem jest znikoma. Polacy zadebiutowali na mistrzostwach Europy dopiero w 2020 roku w San Remo. Jacht POL 17 Aspire z załogą Mateusz Kusznierewicz, Przemysław Gacek, Simon Fry zdobył tytuł mistrzowski w swoim debiucie. Kolejnym sukcesem Polskiej załogi była wygrana w 5.5 Metre French Open na 2021 Régates Royales w Cannes, jednak mistrzostwa świata i Europy zostały przesunięte na następny rok w związku z pandemią COVID-19. Jacht powrócił do regat w 2022 zdobywając złoto na zawodach Swiss Open.

## Dywizje
Współcześnie Jachty klasy 5.5 dzielone są na trzy podstawowe dywizje:

### Classic
Jachty budowane w latach 1949–1969. W tym okresie powstało ponad 650 5.5tek, współcześnie największe regaty klasycznych projektów odbywają się w Holandii, Niemczech, Francji, Włoszech i Finlandii.
W dywizji classic wyróżnia się również „Vintage Classic”, czyli jachty bez modyfikacji względem oryginalnych projektów. Charakteryzują się pociągłym kilem z permanentnie przytwierdzonym sterem. Późniejsze jachty w dywizji Classic, budowane głównie w latach 1967–1968, miały oddzielną płetwę sterową, bardziej charakterystyczną dla jachtów mieczowych.

### Evolution
Dywizja jachtów certyfikowanych między 1970 a końcem 1993. Większość jachtów z tego okresu powstała według projektów Brittona Chance Juniora, Bena Lexcen lub Warrena Muir. Jachty Evolution znacząco odchodzą od klasycznych projektów, charakteryzując się znacznie mniejszym zanurzeniem, mniejszą masą całkowitą oraz odrębnym sterem.
Większość jachtów Evolution budowano ze sklejki z aluminiowym masztem, jednak w późniejszym okresie eksperymentowano również z kadłubami z laminatu poliestrowo-szklanego.

### Modern
Jachty budowane od 1994 charakteryzują się jeszcze smuklejszymi kadłubami, mniejszym zanurzeniem, użyciem trymerów oraz wingletów oraz powiększeniem sterów, aby skompensować brak głębokiej stępki.
Najważniejszymi projektantami współczesnych 5.5 są: Szwajcar Sébastien Schmidt, Brytyjczyk Ian Howlett oraz Amerykanin Doug Peterson.

## Wydarzenia

### Mistrzostwa świata
Mistrzostwa świata klasy 5.5 to coroczne regaty wyłaniające najlepszych żeglarzy klasy.
| Rok  | Miejsce                           | Zwycięzca                                      | 2. miejsce                               | 3. miejsce                               | Startujących             |
| ---- | --------------------------------- | ---------------------------------------------- | ---------------------------------------- | ---------------------------------------- | ------------------------ |
| 1952 | Finlandia · Helsinki              | US-1 Complex II Britton Chance                 | N-11 Encore P. Lunde                     | S-6 Hojwa F. Wassen                      | 16                       |
| 1956 | Australia · Melbourne             | S-24 Rush V Lars Thörn                         | K-17 Vision Rob Perry                    | KA-? Buraddoo A. Sturrock                | 10                       |
| 1952 | Włochy · Neapol                   | US-26 Minotaur Georg D. O'Day                  | D-10 Web II W. Bernsten                  | Z-37, Ballerina IV H. Copponex,          | 19                       |
| 1961 | Finlandia · Helsinki              | Z-36 Ylliam XIV Louis Noverraz                 | D-10 Web II W. Bernsten                  | I-33 Volpina G.C. Carcano                | 42                       |
| 1962 | Wielka Brytania · Poole           | US-21 Complex III Britton Chance               | BA-1 John B3 Robert Symonette            | K-32 Bjarne C. Hall                      | 25                       |
| 1963 | Stany Zjednoczone · Nowy Jork     | US (L-24) Chaje II C. Raymond Hunt             | S-37 Rush VII Lars Thörn                 | US-31 Pride Ernest Fay                   | 34                       |
| 1964 | Japonia · Tokio                   | KA-14 Barranjoey W.H. Northam                  | S-37 Rush VII Lars Thörn                 | US-50 Bingo J. McNamarra                 | 15                       |
| 1965 | Włochy · Neapol                   | I-42 Grifone A. Straulino                      | KA-23 Southern Cross III Norman Booth    | US-51 Complex V G. Cox                   | 36                       |
| 1966 | Dania · Kopenhaga                 | D-11 Web III Paul Elvström                     | G-13 Sunshien R. Harmsdorf               | K Yeoman Robin Aisher                    |                          |
| 1967 | Bahamy · Bahamy                   | US-79 Cloud IX G. Lindemann                    | K-35 Yeoman XV Robin Aisher              | US-68 Cadenza G. Cox                     |                          |
| 1968 | Meksyk · Acapulco                 | S-51 Wasa IV U. Sundelin                       | Z-88 Toucan IX Louis Noverraz            | K-35 Yeoman XV Robin Aisher              | 14                       |
| 1969 | Szwecja · Sandham                 | F-98 Cybèle B. Le Guillou                      | S-51 Wasa IV U. Sundelin                 | KA-24 Tomatoe T.B. Nathorst              | 21                       |
| 1970 | Australia · Sydney                | KA-25 Carabella D. Forbes                      | US-73 Nemesis R.E. Turner III            | US-81 Sundance E.B. Fay                  |                          |
| 1971 | Stany Zjednoczone · Nowy Jork     | US-83 Tiger R.E Turner                         | KA-25 Carabella D. Forbes                | N-33 Bingo II H.M. King Olav             |                          |
| 1972 | Szwajcaria · Genewa               | Z-83 Alphée VI Claude Bigar                    | US-83 Tiger R.E. Turner III              | US-81 Sundance E.B. Fay                  | 36                       |
| 1973 | Szwecja · Lysekil                 | US-81 Sundance E. Fay                          | BA-1 John B V Robert Symonette           | KA-? Antares M. Morns                    | 28                       |
| 1974 | Australia · Sydney                | KA-28 Southern Cross IV N. Booth               | N-34 Skagerak Prince Harald              | KA-? Barragoola R. Slade                 |                          |
| 1975 | Szwajcaria · Neuchâtel            | Odwołano z powodu flauty                       | Odwołano z powodu flauty                 | Odwołano z powodu flauty                 | Odwołano z powodu flauty |
| 1976 | Finlandia · Hanko                 | KA-? Arunga Frank Tolhurst                     | US-81 Sundance R.E. Turner III,          | N-33 Bingo II H.M. King Olav             |                          |
| 1977 | Francja · Benodet                 | KA-29 Antares II H. Vaughan                    | BA-1 John B6 Robert Symonette            | Z-112 Odyssée V Jean Lauener             | 22                       |
| 1978 | Szwecja · Sandham                 | KA-31 Arunga III Frank Tolhurst                | Z-102 Ilias Hans Aeppli                  | Z-114 Joker IV Thomas Sprecher           | 19                       |
| 1979 | Finlandia · Hanko                 | KA-31 Arunga III Frank Tolhurst                | L-30 Patricia M. Rouhiainen              | US-84 Wildfire Albert Fay                | 18                       |
| 1980 | Australia · Sydney                | BA-1 John B 6 Robert Symonette                 | KA-31 Arunga III Frank Tolhurst          | US-84 Wildfire Albert Fay                | 19                       |
| 1981 | Bahamy · Bahamy                   | KA-35 Rapsody Roy Tutty                        | KA-31 Arunga III Frank Tolhurs           | BA-11 Pop's John B Robert Symonette      | 18                       |
| 1982 | Szwajcaria · Genewa               | Z-129 Saphir Jean-Claude Vuithier              | Z-134 Onyx Pierre-Yves Firmenich,        | Z-130 (Si)Naryl? Philippe Durr           | 40                       |
| 1983 | Finlandia · Hanko                 | US-87 Firestorm Albert Fay                     | SWE-59 Arunga IV Jens Busch              | US-86 Warrior III T. Omohundro           | 26                       |
| 1984 | Włochy · Porto Cervo              | Z-130 (Si)Naryl Philippe Durr                  | N-35 Norna XI Prince Harald              | US-88 Warrior III T. Omohundro           | 22                       |
| 1985 | Stany Zjednoczone · Newport Beach | Z-130 Sinaryl Philippe Durr                    | US-88 Warrior IV T. Omohundro,           | US-89 Morea Robert Mosbacher             | 14                       |
| 1986 | Australia · Sydney                | BA-1 John B VII Robert Symonette               | L-31 Helena T. Jungell                   | N-42 Busy B J.-E. Dyvi                   | 18                       |
| 1987 | Finlandia · Hanko                 | Z-142 Artémis VII Ronald Pieper                | L-31 Vinnia Peter Tallberg               | US-87 Firestorm Albert Fay               | 31                       |
| 1988 | Szwajcaria · Genewa               | Z-150 Tasman Rico Gregorini                    | Z-130 Sinaryl Philippe Durr              | Z-144 Maria-Christina Jürg Weber         | 52                       |
| 1989 | Stany Zjednoczone · Houston       | US-87 Firestorm G.C. Francisco IV              | US-93 Above the line Peter Masterson     | KA-51 Southern Cross 5 Frank Tolhurst    | 18                       |
| 1990 | Wielka Brytania · Torquay         | N-55 Alfredo Kalle Nergaard                    | US-93 Above the line Peter Masterson     | US-87 Firestorm Albert Fay               | 24                       |
| 1991 | Australia · Sydney                | SUI-169 Chlika-Chlika Christian Wahl           | US-95 Thunderbunny M. Haines             | N-55 Alfredo Kalle Nergaard              | 33                       |
| 1992 | Bahamy · Nassau                   | SUI-169 Chlika-Chlika Christian Wahl           | US-93 Above the line Peter Masterson     | L-39 Dodo Henrik Dahlmann                | 20                       |
| 1993 | Finlandia · Hanko                 | NOR-57 Zenda Corn Kristian Nergaard            | FIN-40 DoDo Too Henrik Dahlmann          | USA-97 My Shout Glen Foster              | 33                       |
| 1994 | Francja · Crouesty                | SUI-181 Odyssée Jr Dominique Lauener           | NOR-57 Zenda Corn Kristian Nergaard      | FRA-49 Romeo e Giulietta Marc Pajot      | 41                       |
| 1995 | Finlandia · Hanko                 | USA-97 My Shout Glen Foster                    | SUI-181 Odyssée Junior Dominique Lauener | FIN-40 Dododoo Henrik Dahlmann           | 18                       |
| 1996 | Holandia · Muiden                 | NOR-57 Zenda Corn Kristian Nergaard            | USA-97 My Shout Glen Foster              | SUI-188 Baba Jaga Christof Wilke         | 41                       |
| 1997 | Stany Zjednoczone · Key Biscayne  | USA-97 My Shout Glen Foster                    | SUI-199 Ali Baba Bruno Marazzi           | FIN-44 Kandoo Erik Dahlmann              | 12                       |
| 1998 | Wielka Brytania · Cowes           | USA-97 My Shout Glen Foster                    | SUI 194 Marie-Françoise XIII Jürg Menzi  | SUI 192 Artémis X Roni Pieper            | 27                       |
| 1999 | Włochy · Torbole                  | SUI-201 Marie Francoise XIV Jürg Menzi         | SUI-199 Ali Baba Bruno Marazzi           | USA-97 My Shout Glen Foster              | 32                       |
| 2000 | Holandia · Medemblik              | SUI-201 Marie Francoise XIV Jürg Menzi         | SUI-189 Pungin Hans-Peter Schmid         | BAH-17 John B Once Again Gavin Mc Kinney | 34                       |
| 2001 | Niemcy · Glücksburg               | SUI-205 Artémis XI Jochen Schümann             | SUI-204 Marie-Françoise XV Jürg Menzi    | BAH-17 John B Once Again Gavin Mc Kinney | 38                       |
| 2002 | Finlandia · Helsinki              | SUI-206 Ali Baba Bruno Marazzi                 | SUI-204 Marie-Françoise XV Jürg Menzi    | BAH-17 John B Once Again Gavin Mc Kinney | 29                       |
| 2003 | Francja · Bénodet                 | NOR-57 (SUI-210) Artémis XII Kristian Nergaard | FIN-47 Addam Cube Johan Gullichsen       | SUI-204 Marie-Françoise XV Juerg Menzi   | 36                       |
| 2004 | Włochy · Torbole                  | SUI-206 Ali Baba Flavio Marazzi                | SUI-204 Marie-Françoise XV Jürg Menzi    | FIN-47 Addam Cube Johan Gullichsen       | 36                       |
| 2005 | Australia · Sydney                | SUI-210 Artémis X Jochen Schueman              | FIN-47 Addam Cube Johan Gullichsen       | SUI-206 Ali-Baba Bruno Marazzi           | 27                       |
| 2006 | Holandia · Medemblik              | SUI-219 Ali-Baba Flavio Marazzi                | SUI-219 Artémis XI Jochen Schueman       | NED-35 Maitresse Hans Nadorp             | 41                       |
| 2007 | Włochy · San Remo                 | SUI-219 Ali-Baba Flavio Marazzi                | SUI-220 Artémis XI Kristian Nergaard     | BAH-19 John B Gavin Mc Kinney            | 38                       |